# Dragoljub Čirić
Dragoljub Čirić est un joueur d'échecs yougoslave puis serbe né le 12 novembre 1935 à Novi Sad, et mort le 16 août 2014. Grand maître international en 1965, il remporta le tournoi d'échecs de Reggio d'Émilie en 1966-1967 et participa à l'olympiade d'échecs de 1966 à La Havane (il marqua 8 points sur 8) et à l'olympiade d'échecs de 1968 à Lugano (5 / 7).

## Biographie et carrière
Dragoljub Čirić est né en 1935. Il apprit à jouer aux échecs à onze ans. En 1954, il remporta le championnat de Yougoslavie junior. En 1961, il marqua 6,5 points sur 9 lors du championnat d'Europe d'échecs des nations à Oberhausen au septième échiquier et remporta une médaille d'or individuelle et une médaille d'argent par équipe. La même année, il reçut le titre de maître international. En juin 1965, il jouait au neuvième échiquier de l'équipe yougoslave lors du championnat d'Europe à Hambourg et reçut une médaille d'argent individuelle et une médaille d'argent par équipe. En 1965, il finit troisième du mémorial Tchigorine à Sotchi avec 10 points sur 15 (+5 =10), derrière Boris Spassky et Wolfgang Unzicker, mais deux points devant Aleksandr Zaïtsev, Nikolaï Kroguious et Salo Flohr. Grâce à cette performance, il reçut le titre de grand maître international la même année.
En 1966, il remporta le tournoi de Sarajevo (+9 -2 =4), ex æquo avec Mikhaïl Tal, puis participa comme deuxième remplaçant à l'olympiade de La Havane et marqua huit points sur huit. En 1967, il remporta le tournoi d'échecs de Reggio d'Émilie 1966-1967 (ex æquo avec Victor Ciocâltea), puis il finit troisième du tournoi de Beverwijk (9 / 15), derrière Boris Spassky et Anatoli Loutikov et devant Bent Larsen. En 1968, il finit premier ex æquo avec Anatoli Lein du tournoi de Sarajevo et joua comme deuxième remplaçant de l'équipe de Yougoslavie lors de l'olympiade de Lugano. Il marqua cinq points sur 7 (+4 -1 =2) et l'équipe yougoslave finit deuxième de l'olympiade derrière l'URSS.
Après 1968, les résultats de Dragoljub Čirić déclinèrent à cause de problèmes de santé. Il disparut des tournois entre 1971 et 1974. En 1975, il  finit premier ex æquo du tournoi de San Felíu de Guixols.